# Oswald Szemerényi

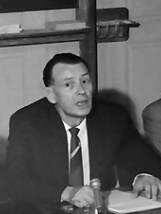
Oswald Szemerényi (1966)

Oswald John Louis Szemerényi (* 7. September 1913 in London; † 29. Dezember 1996 in Freiburg) war ein ungarischer Vergleichender Sprachwissenschaftler mit Spezialgebiet Indogermanistik.

## Leben
Seine Ausbildung erhielt Szemerényi an der Universität Budapest sowie an den Universitäten Heidelberg und Berlin. Starken Einfluss auf ihn hatte der ungarische Linguist Gyula Laziczius. 1942 erhielt er an der Budapester Universität eine Stelle als Dozent für Griechisch. 1944 habilitierte er sich mit einer Arbeit zur Einheit des Baltoslawischen und 1947 wurde er Professor für vergleichende Indogermanistik in Budapest. 1948 ging er nach England und arbeitete bis 1960 am Bedford College. Von 1965 bis 1981 war Szemerényi Professor für Sprachwissenschaft an der Albert-Ludwigs-Universität Freiburg. Dort gründete er den Freiburger Sprachwissenschaftlichen Kreis. Dieser Kreis wurde stark durch den Budenz-Kreis beeinflusst, welcher auf Josef Budenz, einen Pionier der Finnougristik, zurückgeht.
1982 wurde er zum Mitglied (Fellow) der British Academy gewählt.

## Publikationen (Auswahl)
- 1960 Studies in the Indo-European System of Numerals, Heidelberg
- 1964 Syncope in Greek and Indo-European and the Nature of Indo-European Accent, Neapel
- 1970 Einführung in die vergleichende Sprachwissenschaft, Darmstadt
  - 1989 Dritte, vollständig neu bearbeitete Auflage
  - 1996 Introduction to Indo-European Linguistics, Oxford
- Richtungen der modernen Sprachwissenschaft
  - 1971 Teil I: Von Saussure bis Bloomfield, 1916–1950, Heidelberg
  - 1982 Teil II: Die fünfziger Jahre, 1950–1960, Heidelberg
- 1972 Comparative Linguistics (Current Trends of Linguistics)
- 1977 Studies in the Kinship Terminology of the Indo-European Languages, Leiden
- 1980 Four Old Iranian Ethnic Names: Scythian – Skudra – Sogdian – Saka, Wien
- Scripta Minora. Selected essays in Indo-European, Greek, and Latin. Edited by Patrick Considine and James T. Hooker, Innsbruck (Innsbrucker Beitrage zur Sprachwissenschaft 53, 1-3),
  - 1987 Vol. I: Indo-European
  - 1987 Vol. II: Latin
  - 1987 Vol. III: Greek
  - 1991 Vol. IV: Indo-European Languages other than Latin and Greek (1991)
- 1989 An den Quellen des lateinischen Wortschatzes, Innsbruck